# Земля, до запитання
«Земля, до запитання» (рос. «Земля, до востребования») — радянський художній фільм-драма, поставлений на Центральної кіностудії дитячих і юнацьких фільмів імені Максима Горького у 1972 році режисером Веніаміном Дорманом за однойменним романом Євгена Воробйова, який розповідає про життя розвідника, прообразом якого послужив Лев Маневич.

## Сюжет
У фашистській Італії до початку Німецько-радянської війни у радянської розвідки був свій резидент — Лев Маневич. Навіть коли у 1936 році його вистежила і схопила італійська контррозвідка, він, перебуваючи у в'язниці, переправляв цінні відомості про ворога до Москви.

## У ролях
- Олег Стриженов —  Лев Юхимович Маневич / Конрад Кертнер / Яків Микитович Старостін
- Олег Жаков —  Паскуале Еспозіто
- Волдемар Зандберг —  Ян Карлович Берзін (Павло Іванович Берзін, Старий, Доніцетті)
- Марія Сагайдак —  Джанніна
- Анаїда Топчіян —  Інгрід / «Травіата»
- Лев Дуров —  Сигізмунд Скарбек
- Данута Столярська —  Анка Скарбек
- Любов Стриженова —  Ермінія
- Леонід Каневський —  Мауріціо, докер
- Григоре Григоріу —  Тоскано
- Ростислав Янковський —  Агірре
- Андрій Вертоградов —  Баронтіні
- Сергій Боярський —  Ліонелло, інструктор з пілотування
- Михайло Ножкин —  Вася Цвєтков, він же Базиль
- Олег Хабалов —  Хаджі Мамсуров
- Олександр Граве —  Сидорін
- Борис Нікіфоров —  Грі-Грі
- Георгій Тейх —  Хуан Гунц
- Борис Клюєв —  Хіменес
- Олев Ескола —  консул Дрегер
- Вадим Захарченко —  людина без прикмет
- Готліб Ронінсон —  «Трамвайник»
- Георгій Дрозд —  льотчик з «Люфтганзи»
- Рогволд Суховерко —  льотчик з «Люфтганзи»
- Олександр Вокач —  слідчий де Лео
- Микола Вальяно —  слідчий Пічірілло

## Знімальна група
- Сценарій — Євген Воробйов
- Постановка — Веніамін Дорман
- Оператор-постановник — Михайло Гойхберг
- Художник-постановник — Марк Горелик
- Художник по костюмах — Елеонора Маклакова
- Композитор — Мікаел Тарівердієв